# Pavie (fruit)
Pour les articles homonymes, voir Pavie (homonymie).
La pavie est une variété de pêches (Prunus persica var. persica Batsch) à peau duveteuse et noyau adhérent à la chair. Elle est le fruit du pêcher de Pavie, dont le nom vient de Pavie, commune française du Gers.

## Origine
La pavie est originaire du sud-ouest de la France.

## Formes
Le fruit peut prendre différentes formes :
- Babygold, à chair jaune.
- Millacoton de septembre, de forme ronde, à peau crème, avec coup de soleil sur le côté exposé, chair dense, maturité mi-septembre.
- Pavie de Touraine, gros fruit à chair blanche, ferme, rustique, maturité fin septembre, utilisé pour faire des conserves.
- Sanguine tardive, à chair rouge, dense, juteuse et acidulée, se décolorant au voisinage du noyau. Peau peu duveteuse, maturité tardive, fin septembre à octobre, utilisé pour faire des conserves et des tartes.
- Porcelaine téton, chair couleur porcelaine, peau jaune pâle, maturité fin août. Le pêcher, compact, a des feuilles ressemblant à celles de l'amandier.